# Gulgukbap
El gul-gukbap es una sopa con arroz coreana hecha con ostras, mu (daikon), pimiento chile verde, cebolla, anchoas y setas shiitake cortadas. El plato suele considerarse una variante del haejangguk (sopa de la que se cree que mitiga las resacas) o el boyangsik (hangul 보양식, complemento alimenticio).